# Егорченко, Ирина Анатольевна
Ирина Анатольевна Егорченко — украинский математик и общественный деятель. Специалист в области теории дифференциальных уравнений. Известна активной борьбой с лженаукой и плагиатом в украинской академической среде.

## Биография
С 1979 по 1984 годы училась на механико-математическом факультете Киевского государственного университета.
С 1984 по 1988 годы была аспиранткой в Институте математики НАН Украины (специальность «Дифференциальные уравнения и математическая физика»; научный руководитель В. И. Фущич).
В 1989 году в Институте математики НАН Украины защитила диссертацию на соискание степени кандидата физико-математических наук по специальности «Дифференциальные уравнения и математическая физика», тема диссертации «Симметричный анализ нелинейных уравнений для комплексных скалярных и векторных полей».
С 2006 года — старший научный сотрудник Института математики НАН Украины, отдел математической физики.

## Научная деятельность
Область научной деятельности — дифференциальные уравнения и математическая физика; симметрийный анализ дифференциальных уравнений в частных производных; применение методов алгебры и дифференциальной геометрии для исследования дифференциальных уравнений и поиска точных решений.
Член организационных комитетов научных конференций «Symmetry in Nonlinear Mathematical Physics» (Киев, 1995, 1997, 1999, 2001, 2003, 2005, 2007, 2009) и «Voronoi Conferences» (Киев, 1993, 1998, 2003, 2008).
Выступления на научных конференциях:
- Group Analysis of Differential Equations and Integrable Systems (2008, 2010, 2012, 2014, Cyprus)
- Mathematics in Technical and Natural Sciences (2013, 2015, 2017, Poland)
- Symmetry and Perturbation Theory (2011, 2014, 2018, Italy)

Основные последние публикации:
- I.Yehorchenko General Solution for a Coupled System of Eikonal Equations in Two Space Variables, arXiv:1712.01948
- I.Yehorchenko Solutions of the system of d’Alembert and eikonal equations, and classification of reductions of PDEs, Journal of Physics: Conference Series doi:10.1088/1742-6596/621/1/012018
- I.Yehorchenko Ansatzes and exact solutions for nonlinear Schrodinger equations, arXiv:1412.1889
- Yehorchenko I.A. Reduction of non-linear d’Alembert equations to two-dimensional equations, Proceedings of the 4th Workshop «Group Analysis of Differential Equations & Integrable Systems», Protaras, Cyprus, 2009, p. 243—253, arXiv:0910.2501
- Yehorchenko I.A. Reduction of Multidimensional Wave Equations to Two-Dimensional Equations: Investigation of Possible Reduced Equations, Proceedings of the 5th Workshop «Group Analysis of Differential Equations & Integrable Systems», Protaras, Cyprus, 2011, p. 225—235, arXiv:1010.4977
- Yehorchenko I. A. Hidden and conditional symmetry reductions of second-order PDEs and classification with respect to reductions Proc. 6th Int. Workshop on Group Analysis of Differential Equations and Integrable Systems (Protaras, 2012) (Nicosia: University of Cyprus) 237—245

## Общественная деятельность
Является автором научно-популярных публикаций, в том числе на страницах еженедельника Зеркало недели.
Участник проекта Дни науки. Лектор проекта STEM is FEM.
Является активным участником украинского общественного движения «Диссергейт», занимающегося разоблачением плагиата в научных работах. Участвует во вручении общественной антипремии «Академическое недостоинство».
Широкий резонанс получил судебный иск «о защите чести, достоинства и деловой репутации» со стороны декана факультета информационных технологий Киевского национального университета Юрия Тесли, которого Ирина Егорченко во время выступления с трибуны Верховной Рады на парламентских слушаниях на тему «Состояние и проблемы финансирования образования и науки в Украине» 16 октября 2016 года назвала псевдоучёным. Суд первой инстанции иск удовлетворил частично, но решением Киевского апелляционного суда от 9 января 2019 г. это постановление было отменено в полном объеме, в иске против Егорченко отказано в полном объеме.